# Сарвели, Владислав Константинович
Владисла́в Константи́нович Сарве́ли (род. 1 октября 1997, Большой Камень, Приморский край) — российский футболист, нападающий московского «Локомотива».

## Биография
Уроженец города Большой Камень в Приморском крае. Заниматься футболом начинал в родном городе. После удачного выступления на турнире «Кожаный мяч», получил приглашение в школу клуба «Океан» (г. Находка). При этом тренироваться в основном продолжал в Большом Камне, а в Находку ездил на игры. В возрасте 14 лет перешёл в академию «Чертаново».
На взрослом уровне дебютировал в первенстве ПФЛ в сезоне 2014/15 (первый сезон после возвращения «Чертанова» на профессиональный уровень). В сезоне 2017/18 вместе с командой стал победителем зоны ПФЛ «Запад» и следующие два сезона отыграл в ФНЛ. Дважды входил в число лучших бомбардиров сезона ФНЛ (2018/19 — 12 голов; 2019/20 — 10 голов), а также был признан игроком месяца в мае 2019 года.
Летом 2020 года, в составе группы из восьми «чертановцев», перешёл в «Крылья Советов». 21 апреля 2021 года принял участие в полуфинальном матче Кубка России 2020/21 против «Ахмата», в котором «Крылья» одержали победу в серии послематчевых пенальти, а сам Сарвели провёл на поле 82 минуты.
В финальном матче «Крылья Советов» уступили «Локомотиву» 1:3, а единственный гол забил Владислав.
25 июля 2021 года Сарвели забил свой первый гол в РПЛ в домашнем матче «Крыльев» в ворота «Ахмат» (1:2).
24 июня 2022 года стал игроком «Сочи».
29 июня 2023 года перешёл в московский «Локомотив».

## Достижения

### Командные
«Чертаново»
- Победитель первенства ПФЛ (зона «Запад»): 2017/18

«Крылья Советов»
- Победитель первенства ФНЛ: 2020/21
- Финалист Кубка России: 2020/21

### Личные
- Лучший дальневосточный футболист года: 2019[9]

## Клубная статистика
| Выступление        | Выступление      | Выступление      | Лига | Лига | Кубки | Кубки | Итого | Итого |
| Клуб               | Лига             | Сезон            | Игры | Голы | Игры  | Голы  | Игры  | Голы  |
| ------------------ | ---------------- | ---------------- | ---- | ---- | ----- | ----- | ----- | ----- |
| Чертаново          | ПФЛ              | 2014/15          | 14   | 1    | —     | —     | 14    | 1     |
| Чертаново          | ПФЛ              | 2015/16          | 18   | 6    | 2     | 1     | 20    | 7     |
| Чертаново          | ПФЛ              | 2016/17          | 18   | 3    | 2     | 0     | 20    | 3     |
| Чертаново          | ПФЛ              | 2017/18          | 25   | 8    | 3     | 0     | 28    | 8     |
| Чертаново          | ФНЛ              | 2018/19          | 37   | 12   | 1     | 0     | 38    | 12    |
| Чертаново          | ФНЛ              | 2019/20          | 25   | 10   | —     | —     | 25    | 10    |
| Чертаново          | Итого            | Итого            | 137  | 40   | 8     | 1     | 145   | 41    |
| Крылья Советов     | ФНЛ              | 2020/21          | 25   | 5    | 6     | 2     | 31    | 7     |
| Крылья Советов     | РПЛ              | 2021/22          | 27   | 9    | 1     | 0     | 28    | 9     |
| Крылья Советов     | Итого            | Итого            | 52   | 14   | 7     | 2     | 59    | 16    |
| Сочи               | РПЛ              | 2022/23          | 26   | 4    | 6     | 1     | 32    | 5     |
| Сочи               | Итого            | Итого            | 26   | 4    | 6     | 1     | 32    | 5     |
| Локомотив (Москва) | РПЛ              | 2023/24          | 5    | 0    | 2     | 1     | 7     | 1     |
| Локомотив (Москва) | Итого            | Итого            | 8    | 1    | 2     | 1     | 10    | 2     |
| Всего за карьеру   | Всего за карьеру | Всего за карьеру | 223  | 59   | 23    | 5     | 246   | 64    |